# إذاعة تلمسان
إذاعة تلمسان هي إذاعة محلية بولاية تلمسان الجزائرية تبث برامجها باللغة العربية على موجة أف أم 100.40. انطلقت في البث بتاريخ 7 أكتوبر 1992.

## وصلات خارجية
- قائمة الإذاعات المحلية بالجزائر
- الموقع الرسمي لإذاعة تلمسان
- شبكة الإذاعات الجهوية

قالب:إذاعات جزائرية